# Milena Jakšić
Milena Jakšić (in serbo Милена Јакшић?; Podgorica, 27 dicembre 1998) è una cestista montenegrina.

## Carriera
Con il Montenegro ha disputato due edizioni dei Campionati europei (2019, 2021).